# Linnebäcks missionshus
Linnebäcks missionshus är ett missionshus i Linnebäck i Karlskoga kommun.
Missionshuset invigdes den 20 november 1921 och byggdes med plats för 250 personer. Det nya missionshuset ersatte då Björtorps missionshus som flyttades till Kilsta.
År 2001 tog Linnebäcks Bygdeförening över missionshuset.